# Caroline Letessier
Caroline Letessier, född 1830, död 1893, var en fransk skådespelare och kurtisan. Hon tillhörde de mest berömda av de så kallade demimonderna eller grande horizontales, kollektivt kallade La garde, i andra kejsardömets Paris. 
Hon var verksam som skådespelare utöver sin verksamhet som kurtisan. Hon visade sig på mottagningar där "respektabla" (dvs icke prostituerade) överklasskvinnor också umgicks, och gav svar på tal på alla pikar med hjälp av sin kvickhet. Hon sade sig "handla med storhertigar" på grund av sina kungliga kunder. Hon var känd för att gå på bal i klänningar dekorerade med juveler, och därefter delta i dansen, vilket innebar att juvelerna slet hennes klänning i bitar. 